# Isthme Taillefer
Pour les articles homonymes, voir Taillefer.
L'isthme Taillefer est un isthme australien reliant au reste de l'Australie-Occidentale la presqu'île Péron, qui s'avance vers le nord-ouest à l'intérieur de la baie Shark. Il a été nommé durant l'expédition Baudin en l'honneur d'Hubert Jules Taillefer, médecin qui participa à ce voyage d'exploration scientifique français parti du Havre le 19 octobre 1800.